# Église de Larsmo
L'église de Larsmo (suédois : Larsmo kurka, finnois : Luodon kirkko) est une église luthérienne  située à Larsmo en Finlande.

## Architecture
L'édifice est conçu par  Jacob Rijf et construit en 1789.
En son chœur, on peut observer un attique octogonal portant une lanterne.
Les cloches datent de 1789 et 1805. 
L'église a gardé son aspect d'origine et elle peut accueillir 700 personnes.
Les orgues à 24 jeux sont fabriquées en 1967 par Hans Heinrich, leur façade est due à Krister Korpela.
Le retable est un triptyque représentant la Sainte eucharistie et les Anges célestes peint en 1849 Johan Gustav Hedman.